# Cross selling
Il cross-selling (traducibile come vendita aggiuntiva) è una pratica di vendita comune nell'ambito del marketing che prevede la vendita di un prodotto aggiuntivo ad un cliente già acquisito. 
L'obiettivo può essere quello di aumentare il fatturato derivante da una specifica commessa e/o fidelizzare meglio un cliente offrendogli un servizio che, in precedenza, non fornivamo. Il cross-selling può inoltre contribuire alla corretta gestione di magazzino aziendale attraverso la vendita dei beni in giacenza ad un prezzo inferiore. Spesso il cross-selling viene utilizzato in abbinamento all'up-selling.

## Esempi
- Una compagnia assicuratrice con cui hai una polizza vita suggerisce di acquistare anche una polizza sanitaria o per l'auto

- Un venditore di smartphone da cui si è appena acquistato un cellulare chiede se si intende acquistare anche una custodia o una pellicola per proteggere lo schermo

- Un commesso al quale si è manifestata l'intenzione di acquistare un paio di scarpe chiede se si vuole acquistare anche un sottopiede o dei lacci colorati